# Matöken
Matöken eller livsmedelsöken (engelska: food desert) är ett område utan tillgång till en livsmedelsbutik. Det amerikanska jordbruksdepartements forskning definierar matöknar som låginkomstområden där många har mer än 1,5 mil till närmsta större mataffär om de bor på landet, och över 1,5 kilometer till butiken om de bor i stan.
Begreppet matöken är vanligt i USA där flera miljoner invånare bor långt från en butik med ett bra utbud av hälsosamma livsmedel och istället är hänvisade till att köpa mat på bensinmackar eller snabbmatskedjor. År 2013 uppskattades det att 29 miljoner amerikaner bodde i områden som betecknades som matöken. Även i Storbritannien har konsekvenserna av livsmedelsöknar uppmärksammats.
Konsekvenserna av matöknar blir att folkhälsan försämras med ökad fetma och näringsbrist. Forskare har kunnat konstatera att anledningen till att livsmedelsbutiker är sällsynta i fattiga områden i USA bland annat beror på en förslumningsprocess som lett till att företag successivt har lämnat områdena. Konsekvenserna blir att låginkomsttagare, som är hårdast drabbade av fetma och diabetes, inte har tillgång till bra och näringsrik mat. Istället är snabbmat billigt och affärerna i områdena säljer inte grönsaker. För att handla nyttig mat måste inköpen göras i andra områden vilket många låginkomsttagare inte har möjlighet till. Det blir därmed svårt att förändra situationen när det saknas alternativ.